# الن هوخرورف
الن هوخرورف (هلندی: Ellen Hogerwerf؛ زادهٔ ۱۰ فوریهٔ ۱۹۸۹) قایقران روئینگ اهل هلند است.
وی در مسابقات کشوری و بین‌المللی در مجموع برندهٔ ۱ مدال طلا، ۴ مدال نقره، ۲ مدال برنز شده‌است.